# Skilsmissens børn
Skilsmissens Børn er en spillefilm fra 1939 instrueret af Benjamin Christensen efter manuskript af Benjamin Christensen.

## Handling
Vi befinder os i New York. En ung, dansk pige har en samtale med dansk-amerikaneren Mr. Lang. Man forstår, at hun elsker hans søn, og at han har sendt den unge mand til London, fordi han synes, de begge er for unge. Endvidere fremgår det af samtalen, at han står i begreb med at søge skilsmisse. Den unge pige er bekymret for, hvorledes det skal gå hans lille datter - til trods for sin ungdom har hun selv gjort bitre erfaringer, og hun fortæller Mr. Lang sin historie.

## Medvirkende
Blandt de medvirkende kan nævnes:
- Johannes Meyer
- Grethe Holmer
- Ellen Malberg
- Mathilde Nielsen
- Jeanne Darville
- Palle Huld
- Randi Michelsen
- Petrine Sonne
- Sigrid Horne-Rasmussen
- Clara Østø
- Bjørn Spiro
- Carlo Wieth

## Eksterne Henvisninger
- Skilsmissens børn på Internet Movie Database (engelsk)
- Skilsmissens børn på Filmdatabasen
- Skilsmissens børn på danskefilm.dk
- Skilsmissens børn på danskfilmogtv.dk
- Skilsmissens børn i Svensk Filmdatabas (svensk)
- Skilsmissens børn på The Movie Database (engelsk)